# Kagoshima-gun

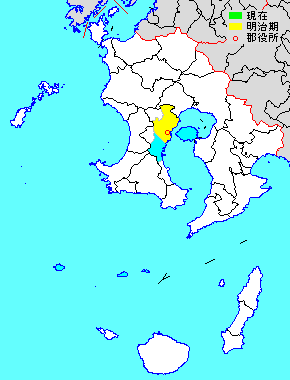
Lage von Kagoshima in Kagoshima (weiß) mit Gemeindegrenzen des 21. Jahrhunderts (schwarz): Ursprüngliche Meiji-zeitliche Ausdehnung gelb, später dazugekommene Gebiete blau, heute verbliebener Rest grün

Kagoshima (japanisch 鹿児島郡 Kagoshima-gun/Kagoshima no kōri, historische Schreibung auch 麑嶋郡) ist ein Landkreis (-gun/kōri) der japanischen Präfektur (-ken) Kagoshima, vor deren Einrichtung ein Kreis der antiken Provinz (kuni) Satsuma in Saikaidō. In der Frühen Neuzeit gehörte der Kreis als Kernland vollständig zum nach der Provinz benannten Fürstentum (-han) Satsuma, das in der Meiji-Restauration offiziell als Kagoshima-han benannt und dann bei der Umwandlung von Fürstentümern in Präfekturen zur -ken wurde. Die kreisfreie Stadt (-shi) Kagoshima wurde 1889 aus Kagoshima herausgelöst.
Seine größte Ausdehnung erreichte Kagoshima 1897, als es die Kreise Taniyama und Nord-Ōsumi absorbierte; 1973 wurden noch zwei Gemeinden aus Ōshima nach Kagoshima eingegliedert. Aber im 20. Jahrhundert verlor der Kreis Kagoshima schrittweise den Großteil seines Territoriums an die Stadt Kagoshima. Seit dem frühen 3. Jahrtausend umfasst er nur noch die 1973 transferierten beiden Inselgemeinden, die Dörfer (-mura) Mishima und Toshima.